# Thonmi Sambhota
Thonmi Sambhota, także Thönmi Sambhoṭa lub Tonmi Sambhodha, tybet. ཐོན་མི་སམྦྷོ་ཊ་ (ur. prawdopodobnie 619, data śmierci nieznana) – wynalazca pisma tybetańskiego, minister tybetańskiego króla Songcena Gampo.
Życie Thonmiego Sambhoty jest w dużej mierze legendarne. Miał się urodzić w Tybecie, w rodzinie ministra. Jego imię pochodzi od nazwy jego klanu Tonmi, a sanskrycka część jego imienia, Sambhota, znaczy "uczony z Tybetu". W 633 r. król Songcen Gampo miał wysłać Sambhotę z cennymi darami do Indii, aby Sambhota zdobył tam podstawy do stworzenia pisma tybetańskiego. W południowych Indiach Sambhota uczył się przez 7 lat i studiował gramatykę i fonologię oraz teksty z nauk moralnych i inne przedmioty.
Wrócił do Tybetu z darami od króla Indii dla króla Tybetu, wśród których były ważne dzieła o gramatyce sanskrytu. Mówi się, że teksty, które przywiózł, są pierwszymi tekstami buddyjskimi, które przybyły do Tybetu z Indii. Następnie w Lhasie zaczął samotnie opracowywać alfabet tybetański na podstawie alfabetu dewanagari i urdu. Napisał także sześć dzieł o gramatyce tybetańskiej w oparciu o gramatykę sanskrycką. Jego konstrukcja alfabetu tybetańskiego była znacznie uproszczona i krótsza niż dewanagari. Pierwszym uczniem Sambhoty był król Songcen Gampo, który potem przetłumaczył z sanskrytu wiele tekstów buddyjskich. Sambhota miał być bogaty i szczęśliwy oraz uczestniczyć w misjach dyplomatycznych do Nepalu i Chin, skąd przywiózł przyszłe żony króla Bhrikuti i Wencheng. Miał też być ofiarą intryg i zawiści ze strony innych ministrów. Nie ma wzmianki o roku śmierci Tonmiego Sambhoty ani długości jego życia. Mówi się, że miał przynajmniej jednego syna i wnuka.
Bön - pierwotna religia Tybetu - zaprzecza buddyjskiej historii o Thonmim Sambhocie i twierdzi, że pismo tybetańskie powstało całe stulecia wcześniej. 